# سن-کامی-دو-للیز، کبک
سَن-کامی-دو-لِلیز (به فرانسوی: Saint-Camille-de-Lellis) قصبه‌ای در منطقه شهری له اتشمن ناحیه شودییر-آپالاش در استان کبک کانادا است. در سرشماری سال ۲۰۱۱ این قصبه ۸۹۹ نفر جمعیت داشته‌است و مساحت آن ۲۵۲٫۰۸ کیلومتر مربع است.